# Pericallis cruenta
Pericallis cruenta, ook bloedkruiskruid genoemd, is een plantensoort uit de composietenfamilie (Compositae of Asteraceae). De plant is endemisch in de vochtige streken van het noorden van het Canarische eiland Tenerife. Ze komt daar vrij algemeen voor op de hoogte van het laurierbos. De soortaanduiding cruenta komt van het Latijnse woord cruentus (bloedrood) en verwijst naar de donkerrode kleur van de plant. Door de bewoners van Tenerife wordt de plant "tusílago morado" genoemd.

## Beschrijving
Pericallis cruenta is een rechtopstaande, 0,3 tot 1 m hoge, overblijvende, kruidachtige plant. De plant heeft eironde tot hartvormige wortelbladeren met een ingesneden, dubbel getande bladrand. De bovenzijde van het blad is donkergroen en behaard, de onderzijde is meestal karmijnrood en grijs viltig behaard. De stengelbladen hebben een geoorde, half-stengelomvattende voet. De bloemhoofdjes zijn ongeveer 2 cm breed en bestaan uit een hart van purperen buisbloemen en een krans van 7 tot 20 lichtpurperen straalbloemen. De omwindselblaadjes zijn kaal of pluizig behaard. De buisbloemen hebben vijf kroonslippen. De bloeitijd is van april tot mei.

## Afbeeldingen

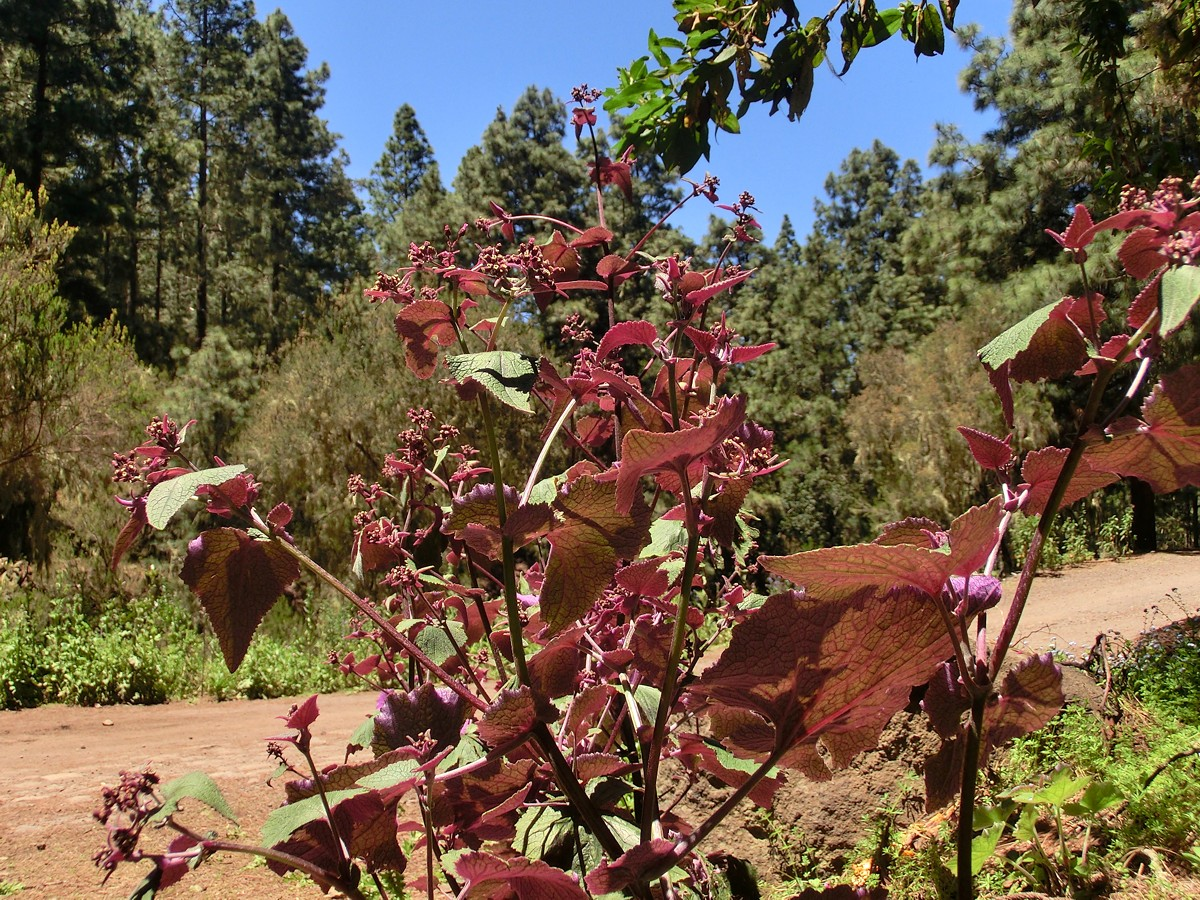
Plant
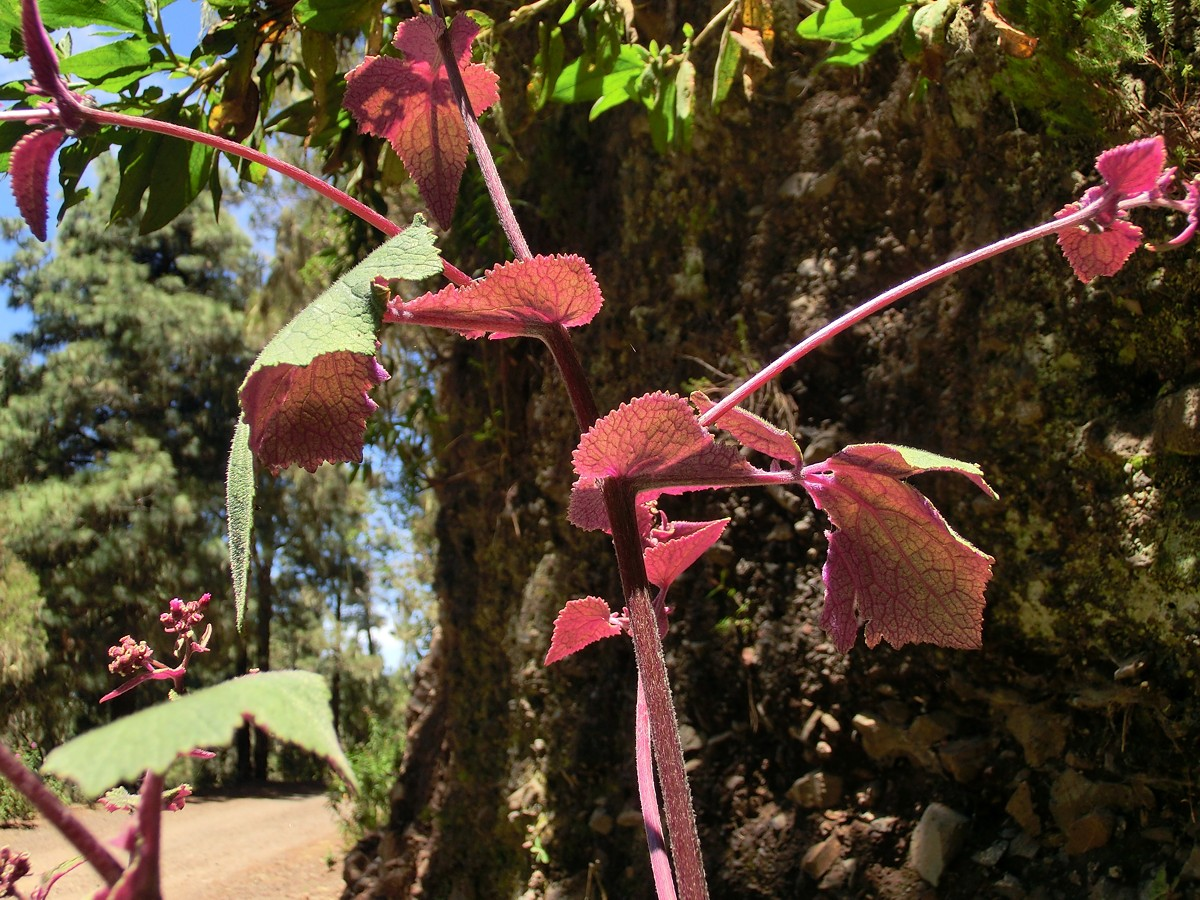
Stengel en blad
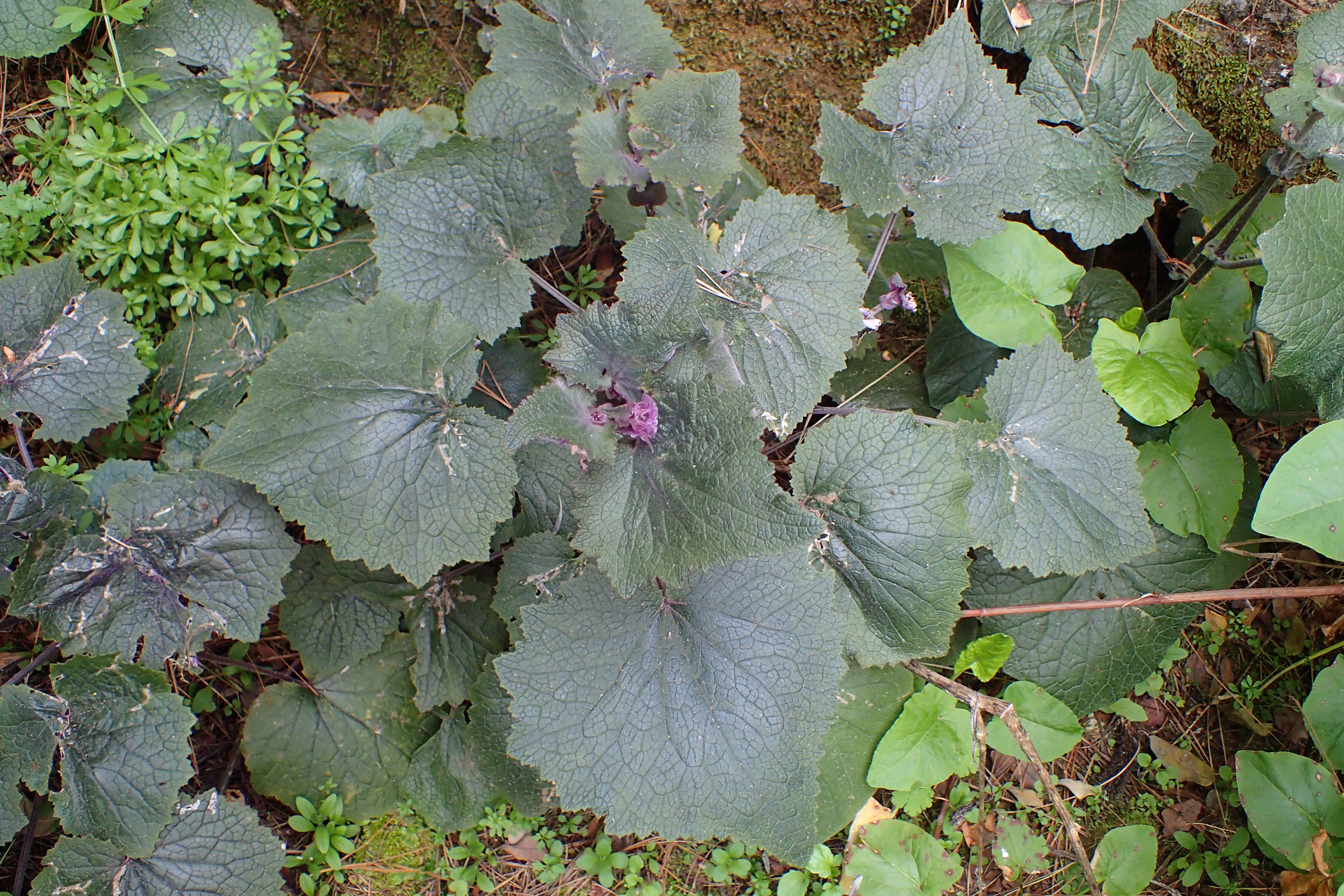
Blad (bovenzijde)